# James I. Menzies
James Ian Menzies (* 28. Mai 1928 in London) ist ein britischer Biologe, Herpetologe, Mammaloge und Pädagoge.

## Leben
Menzies besuchte von 1939 bis 1945 die Michenden School in North London. Nach einem Studium am Chelsea College of Art and Design der University of London von 1948 bis 1952 erwarb er einen Bachelor of Science und einen Master of Science. Von 1956 bis 1962 war er Bildungsaufbetragter in Bo, Sierra Leone. Von 1963 bis 1967 war er Senior Lecturer an der University of Ife in Nigeria. Von 1967 bis 1977 war er Senior Lecturer an der University of Papua New Guinea. Von 1978 bis 1979 war er Professor in Biologie an der National University of Lesotho. 1979 erlangte er mit der Schrift Supplemental winter feeding of whitetailed deer in southern Manitoba den Master an der University of Manitoba. Von 1980 bis 1982 war er Gastprofessor des British Council an der University of Swaziland. Von 1983 bis 1999 war er außerordentlicher Professor an der University of Papua New Guinea, wo er 2001 zum Doctor of Science promoviert wurde. Im Januar 2000 wurde er wissenschaftlicher Mitarbeiter am Jordan Laboratory der University of Adelaide.

## Erstbeschreibungen von James I. Menzies
- Abeomelomys
- Albericus brunhildae
- Albericus fafniri
- Albericus gudrunae
- Albericus gunnari
- Albericus rhenaurum
- Albericus siegfriedi
- Albericus swanhildae
- Albericus valkuriarum
- Aproteles bulmerae
- Barygenys maculata
- Bufo cristiglans
- Coccymys
- Copiula fistulans
- Copiula minor
- Echymipera echinista
- Liophryne dentata
- Litoria auae
- Litoria havina
- Litoria kumae
- Litoria mucro
- Litoria oenicolen
- Litoria ollauro
- Litoria pronimia
- Litoria prora
- Litoria vocivincens
- Mammelomys
- Oreophryne hypsiops
- Paramelomys gressitti
- Protochromys
- Rana garritor
- Rana supragrisea
- Xenobatrachus anorbis
- Xenobatrachus arfakianus
- Xenobatrachus fuscigula
- Xenobatrachus huon
- Xenobatrachus multisica
- Xenobatrachus scheepstrai
- Xenobatrachus schiefenhoeveli
- Xenobatrachus subcroceus
- Xenobatrachus tumulus
- Xenorhina eiponis

## Dedikationsnamen
Richard G. Zweifel benannte 1972 die in Papua-Neuguinea vorkommende Froschart Mantophryne menziesi aus der Familie der Engmaulfrösche zu Ehren von James Ian Menzies.